# Астрономическая рефракция
Астрономическая рефракция (атмосферная рефракция) — преломление в атмосфере световых лучей от небесных светил и изменение в связи с этим их видимого положения на небосводе.
Поскольку плотность планетных атмосфер убывает с высотой, преломление света происходит таким образом, что своей выпуклостью искривлённый луч всегда обращён в сторону зенита. В связи с этим атмосферная рефракция всегда «приподнимает» изображения небесных светил над их истинным положением. Из-за этого, в частности, увеличивается долгота дня на Земле — восход солнца наступает несколько раньше, а закат позже. Другое видимое следствие атмосферной рефракции (точнее, разницы её значений на разных высотах) — сплющивание видимого диска Солнца или Луны на горизонте. С аномалиями атмосферной рефракции связано мерцание звёзд.

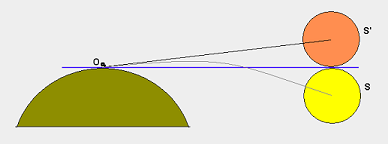
Фактическое положение Солнца ниже горизонта (жёлтый диск) и его видимое положение (оранжевый) во время восхода/захода

## Значения рефракции
Величина рефракции зависит от высоты наблюдаемого объекта над горизонтом и меняется от 0 в зените до приблизительно 35 минут дуги на горизонте. Кроме того, есть зависимость от атмосферного давления, температуры, влажности и от других атмосферных явлений. Увеличение значения рефракции на 1 % может быть вызвано повышением давления на 0,01 атм или понижением температуры на 3 °C. Есть и зависимость величины рефракции от длины волны света (атмосферная дисперсия): коротковолновый (синий) свет преломляется сильнее длинноволнового (красного), и на горизонте эта разница достигает около 0,5 минуты дуги.
Для вычисления величины рефракции используют разные формулы — от приближённых простых, учитывающих только видимую высоту светила, до более сложных, учитывающих метеорологические факторы.

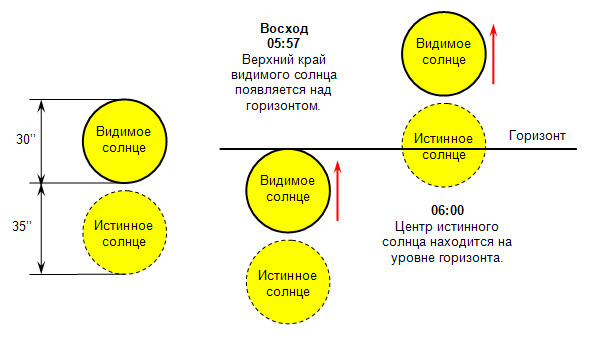
Влияние рефракции на видимое положение Солнца

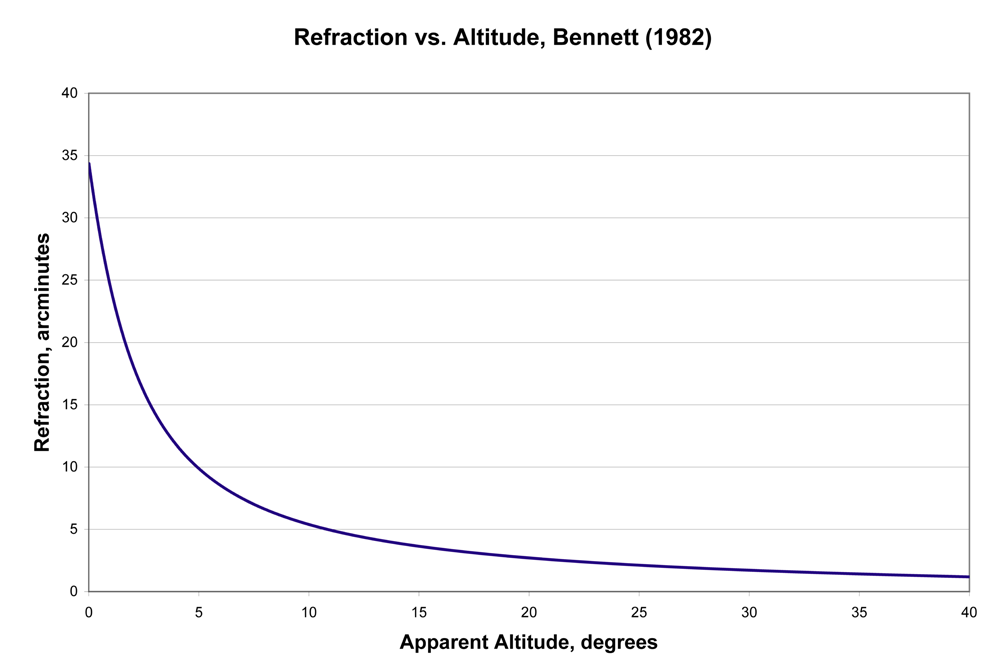
График зависимости рефракции от высоты по формуле Беннета (1982)

Величина рефракции на некоторых высотах (при температуре 10 °C и давлении 760 мм рт. ст.):
| Видимая (искажённая рефракцией) высота, градусы | Величина рефракции, минуты дуги |
| ----------------------------------------------- | ------------------------------- |
| 90                                              | 0                               |
| 70                                              | 0,4                             |
| 50                                              | 0,8                             |
| 30                                              | 1,7                             |
| 20                                              | 2,6                             |
| 10                                              | 5,3                             |
| 5                                               | 9,9                             |
| 4                                               | 11,8                            |
| 3                                               | 14,4                            |
| 2                                               | 18,4                            |
| 1                                               | 24,7                            |
| 0                                               | 35,4                            |

Рефракция на горизонте несколько превышает видимый угловой диаметр Солнца. Благодаря этому видимый закат Солнца происходит на несколько минут позже реального и в тот момент, когда солнечный диск касается горизонта нижним краем, мы видим его только благодаря рефракции — без неё Солнце было бы полностью под горизонтом. То же относится и к Луне, видимое положение которой дополнительно искажается параллаксом.
Существенное изменение рефракции вблизи горизонта — примерно 5 минут дуги на 0,5° высоты — приводит к заметному сплющиванию видимого диска заходящего или восходящего Солнца (или Луны).